# Samer el Nahhal
Samer el Nahhal, ps. OX (ur. 11 lipca 1975 w Espoo) – fiński muzyk, basista hardrockowego zespołu Lordi, z którym w 2006 roku zwyciężył 51. edycję Eurowizji. W zespole jest od 2005 roku, zastąpił Kalmę. Wcześniej grał w punkrockowym zespole Spoon.
OX, podobnie jak Awa, znał Kitę przed podjęciem pracy w Lordi. Gdy posada basisty i klawiszowca zwolniła się zadzwoniono do obojga, najprawdopodobniej z inicjatywy Kity i przesłuchano ich. Nie było żadnego kastingu, przypadli do gustu i dostali do podpisania umowę na współpracę.
OX pojawił się na okładce The Arockalypse, choć nie grał na tej płycie (partie na tę płytę nagrał jeszcze Kalma). Nagrywał dopiero płytę Deadache.